# 미미쓰정
미미쓰정(美々津町)은 미야자키현 고유군에 일찍이 존재했던 정이다. 현재의 휴가시 미미쓰에 해당한다.